# 大渡河
30°01′53″N 102°49′33″E / 30.0314268°N 102.8257958°E
大渡河（藏語：རྒྱལ་མོ་རྔུལ་ཆུ་，威利转写：rgyal rong rgyal mo rngul chu，羅馬化：Chot Zhyr Yy Dda/Ddipbox Hxoyy），又称金川，是岷江的最大支流，位于中华人民共和国四川省中西部，发源于青海省玉树藏族自治州境内巴颜喀拉山南麓，向南入四川省分别流经阿坝藏族羌族自治州、甘孜藏族自治州、雅安市、凉山彝族自治州、乐山市。
全长1062千米，流域面积9.2万平方公里。大渡河有两源，西源麻尔柯河和东源多柯河，汇合后称大金川、接纳小金川后称大渡河，在雅安境内安顺场附近折向东流，在乐山县草鞋渡纳青衣江与岷江汇合。大渡河沿途多峡谷，水流湍急。全河落差4173米。由于大渡河的长度与水量均超过乐山汇合处之上游的岷江，因此有人认为岷江水系的正源是大渡河，而不是岷江。
大渡河建有龚嘴水电站、瀑布沟水电站以及29个梯级水电站。大渡河流域是四川重要林区和石棉、云母的最大产地，森林蓄积量约占四川19％。此河也是四川木材水运的主要河道，承担了该省木材水运总量的一半以上。

## 渡河史事
1863年，太平天国的翼王石达开曾受困於大渡河，多次搶渡不成，“粮尽食及草根，草尽食及战马，兼之疟疾流行，死亡枕籍”，最後全軍覆沒。
红军长征时曾经强渡安顺场和夺取经过大渡河铁索桥泸定桥。

## 环境问题
由于大渡河流域水电站建设和矿山开发，存在严重的地质灾害隐患，中游地区更是频发滑坡和泥石流灾害。

## 延伸阅读
[在维基数据编辑]
 《欽定古今圖書集成·方輿彙編·職方典·大渡河部》，出自陈梦雷《古今圖書集成》